# دايفيد كيتريدغ
دايفيد كيتريدغ (بالإنجليزية: David Kittredge)‏ هو مونتير وكاتب سيناريو ومخرج أمريكي، ولد في 4 أبريل 1972.

## وصلات خارجية
- دايفيد كيتريدغ على موقع IMDb (الإنجليزية)
- دايفيد كيتريدغ على موقع ألو سيني (الفرنسية)
- دايفيد كيتريدغ على موقع أول موفي (الإنجليزية)
- دايفيد كيتريدغ على موقع قاعدة بيانات الفيلم (الإنجليزية)
- دايفيد كيتريدغ على موقع كينوبويسك (الروسية)